# Zakaria Zubeidi
Zakaria Zubeidi, frühe 2000er

Link zum Bild

Zakaria Muhammad 'Abd al-Rahman Zubeidi (arabisch زكريا محمد عبد الرحمن الزبيدي, DMG Zakariyyā Muḥammad ʿAbd ar-Raḥmān az-Zubaidī, geboren 1976) ist Politiker der palästinensischen Partei Fatah, ehemaliger Kommandant der al-Aqsa-Märtyrerbrigaden von Dschenin, Mitbegründer des Freedom Theatre und eine prominente Figur der palästinensischen Gefangenenbewegung.
Für Palästinenser ist er ein „Symbol der Zweiten Intifada“ und „das, was einer lebenden Legende am nächsten kommt“, in israelischen Medien gilt er vereinzelt ebenfalls als „Freiheitskämpfer“, häufiger aber als „Symbol des Terrorismus“.

## Kindheit und Jugend
Zubeidi wurde 1976 als eines von acht Kindern von Mohammed und Samira Zubeidi im Flüchtlingslager Dschenin geboren, das im Norden des seit 1967 von Israel besetzten Westjordanlands liegt. Seine Familie stammte ursprünglich aus dem kleinen Fischerdorf Qisarya, wurde aber 1947 noch vor der Nakba von dort vertrieben.
Im Flüchtlingslager wuchs Zubeidi in einer Umgebung auf, die von Armut, der israelischen Besatzung und der Erinnerung an die Vertreibung geprägt war. Sein Altersgenosse und Parteifreund Jamal Huweil beschrieb das Aufwachsen dort als Leben „mitten in der palästinensischen Tragödie […]. Ich konnte sehen, dass die Menschen außerhalb des Lagers anders lebten, und ich hörte Geschichten über unser ursprüngliches Dorf und darüber, wie wir daraus vertrieben wurden. Schon früh verstand ich, worum es in unserer Sache ging.“ Ähnlich berichtete Zubeidi, in seinem Elternhaus seien „Revolution und Wut auf die Besatzung die dominanten Themen“ gewesen. Schon als Kind habe er seine Eltern immer wieder über „Palästina, über das Land, das uns die Israelis genommen haben, und darüber, dass unser Platz nicht im Flüchtlingslager ist,“ sprechen hören. Später schrieb er, sie hätten ihn „mit dem Geschmack der Freiheit, der nährenden Milch der Freiheit, genährt“, um am Ende „für diese Freiheit zu sterben“.
Sein Vater war ausgebildeter Englischlehrer. Aufgrund seiner Mitgliedschaft in der palästinensischen Partei Fatah wurde ihm jedoch die Ausübung seines Berufs von den israelischen Behörden untersagt, sodass er stattdessen in einem israelischen Eisenwerk arbeitete und nur nebenbei des Abends Jugendliche im Englischen unterrichtete und mit ihnen über Widerstand gegen die Besatzung diskutierte. Wegen seiner politischen Aktivitäten wurde er mehrfach inhaftiert, zuletzt für vier Jahre ab 1988. Bereits vor dieser Gefangenschaft war bei ihm ein Hirntumor festgestellt worden. Nachdem er sich geweigert hatte, für eine medizinische Behandlung Informationen preiszugeben, verstarb er um 1992 kurz nach seiner Haftentlassung.
Eine weitere prägende Person in Zubeidis Kindheit war Arna Mer-Khamis. Diese israelische Aktivistin, die einen Palästinenser geheiratet und sich mit den Palästinensern solidarisiert hatte, gründete zu Beginn der Ersten Intifada (1987 bis 1993) das Kinder-Theaterprojekt „Arna’s House“. Der damals zwölfjährige Zakaria und sein älterer Bruder Daoud bildeten mit vier weiteren Kindern den Kern der Schauspielergruppe. Zakarias Mutter stellte als Proberaum das Dachgeschoss der Familie zur Verfügung, das Mer-Khamis 1993 vom Preisgeld für den Right Livelihood Award zum „Stone Theatre“ ausbauen sollte; eine Anspielung auf die Steine, die bei palästinensischen Protesten auf das Militär geworfen wurden. Arnas Sohn, Juliano Mer-Khamis, betonte später in einem Interview, dass es weder bei diesem Projekt noch bei seinem und Zubeidis Nachfolgeprojekt (s. u.) darum gegangen sei, den Kindern in Dschenin eine Alternative zum Widerstand zu bieten. Vielmehr sei das Theater ihr Beitrag zum palästinensischen Befreiungskampf gewesen: Es sollte den Kindern ermöglichen, ihre Gewalt „auf einen produktiveren Weg zu lenken […] – nicht als Ersatz und nicht als Alternative zum Widerstand“. Entsprechend wurden später alle sechs Schauspieler Mitglieder militanter Gruppen, die gewaltsam gegen die Besatzung ankämpften. 2004 dokumentierte Juliano Mer-Khamis im Film „Arnas Kinder“ das Theaterprojekt und zeigte, dass in der Zwischenzeit alle bis auf Zubeidi entweder wegen mutmaßlicher Beteiligung an Anschlägen inhaftiert worden oder bei bewaffneten Auseinandersetzungen beziehungsweise Selbstmordanschlägen ums Leben gekommen waren.
Bereits während seiner Kindheit beteiligte sich Zubeidi wiederholt an Protesten gegen die israelische Besatzung, bei denen er unter anderem Steine auf Soldaten warf. 1989 wurde er im Alter von 13 Jahren von einer Kugel ins Bein getroffen und verbrachte daraufhin ein halbes Jahr im Krankenhaus. Nach vier Operationen blieb ihm ein dauerhaftes Hinken. Ein Jahr später, im Alter von 14 Jahren, wurde er erstmals für sechs Monate inhaftiert. Kurz nach seiner Entlassung folgte 1990 eine erneute Inhaftierung, diesmal für viereinhalb Jahre, nachdem er Molotowcocktails geworfen hatte. Kurz zuvor war auch sein ältester Bruder inhaftiert worden; zwei Jahre später auch noch drei weitere Brüder.

## Frühes Berufsleben
Nach seiner erneuten Entlassung kehrte er nicht in die Schule zurück. Im Gefängnis war er von der Fatah rekrutiert worden, weshalb er ab 1993 kurze Zeit bei der Polizei der neugegründeten Palästinensischen Autonomiebehörde arbeitete. Bald darauf verließ er sie jedoch wieder – nach eigenen Angaben desillusioniert durch die weitverbreitete Korruption und Vetternwirtschaft. Anschließend arbeitete er für eineinhalb Jahre illegal unter einer gefälschten Identität als Bauarbeiter in Israel. Zudem versuchte er sich in Haifa als Autodieb, wurde jedoch erwischt und kam für weitere 14 Monate ins Gefängnis. Daraufhin wurde er wieder in das Westjordanland abgeschoben.
Dort war er einige Jahre mobiler Gemüsehändler und dolmetschte nebenbei für die israelischen Aktivisten um Arna Mer-Khamis. Mit einer Reihe israelischer Freunde veranstaltete er häufiger Partys im Haus seiner Mutter. Nachdem Israel das Westjordanland als Reaktion auf den Beginn der Zweiten Intifada (2000 bis 2005) abgeriegelt hatte, konnte er auch seinen Gemüsehandel nicht mehr ausüben.

## Bei den Al-Aqsa-Brigaden

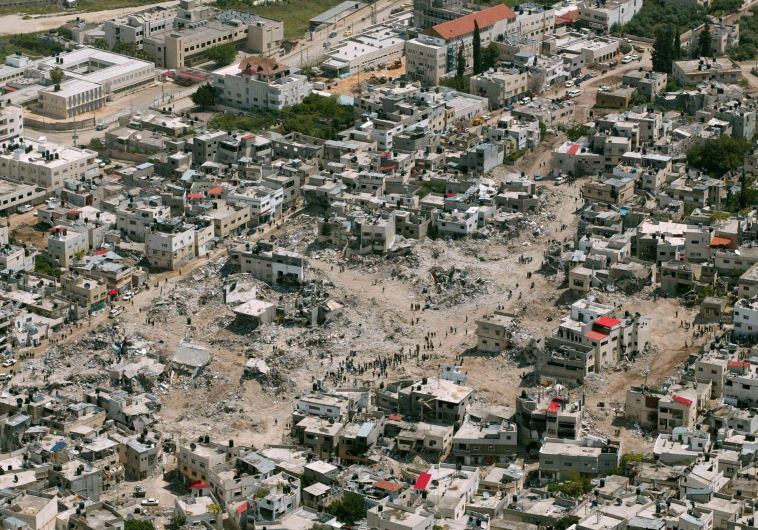
Das Flüchtlingslager Dschenin nach der Militäroperation 2002

Zu Beginn der Zweiten Intifada beschränkte sich Zubeidi nach eigenen Angaben auf Demonstrationen und erneute Steinwürfe auf israelische Soldaten. Sein Bruder Taha dagegen war Anführer der Al-Quds-Brigaden, sein Freund Ala el-Sabagr, ebenfalls eines von „Arnas Kindern“, war einer der Anführer bei den neu gegründeten Al-Aqsa-Märtyrerbrigaden (AMB).
Darüber, was ihn letztlich dazu bewog, auch selbst wieder zur Waffe zu greifen, kursieren unterschiedliche Versionen. In einem Interview berichtete er, es sei Reaktion auf wiederholte Tötungen von Demonstranten gewesen: „Beinahe jeden Tag wurde einer der Demonstranten erschossen. Irgendwann gaben wir es auf, Steine zu werfen, und am selben Ort, an dem [zuvor] Palästinsenser getötet worden waren, töteten wir einen israelischen Soldaten.“ In einem anderen Interview sagte er aus, sein konkreter Anlass sei gewesen, dass 2001 ein enger Freund erschossen worden war. Häufig ist zu lesen, primärer Beweggrund sei gewesen, dass 2002 noch vor der israelischen Militäroperation in Dschenin zunächst seine Mutter und kurz darauf auch sein Bruder Taha von israelischen Scharfschützen erschossen wurden; Zubeidi selbst dagegen schrieb in einem autobiographischen Text, zu dieser Zeit sei er bereits fest im bewaffneten Widerstand verwurzelt gewesen.
Zubeidi stieg bei den AMB schnell zum Kommandeur, dann zu el-Sabagrs Stellvertreter und nach dessen Tod im November 2002 zum Dscheniner Anführer der Brigaden auf. Die AMB waren von 2002 bis 2005 für zahlreiche Anschläge verantwortlich. Zwischen 2003 und 2006 gingen die Tode von 87 Israelis, darunter 66 Zivilisten, auf ihr Konto.
Während des Höhepunkts der israelischen Militäroperation in Dschenin heiratete Zubeidi seine Frau Alaa.
Bei den AMB führte er auch selbst Bombenanschläge aus. Am 24. Dezember 2001 misslang ihm ein solcher Anschlag: Eine vorzeitige Explosion verletzte ihn schwer, hinterließ dauerhafte Narben in seinem Gesicht und beeinträchtigte seine Sehkraft. Durch diesen Anschlag wurde auch seine Identität enthüllt; Zubeidi wurde zum gesuchten Mann. Zu einem weiteren Anschlag bekannte sich Zubeidi öffentlich im Namen der AMB. Dabei rechtfertigte er jedoch diese Anschläge als bloße Reaktion auf israelische Militäraktionen und bestritt, dass die AMB als Aggressoren handelten:

„Jedes Mal, wenn wir einen Selbstmordanschlag verüben, ist es eine Reaktion auf einen aggressiven israelischen Angriff. Unsere Angriffe sind keine strategischen Angriffe. Alle Angriffe der Al-Aqsa-Brigaden waren eine Reaktion auf starke israelische Aggressionen. Da wir alle das Gefühl haben, dass wir ins Visier genommen werden, folgen wir einem arabischen Sprichwort: ‚Stirb nicht, bevor du gezeigt hast, dass du ein starker Gegner bist.‘ Wir haben kein Problem mit Israel. Unser Problem ist die Besatzung.“

Ferner behauptete Zubeidi, die Anschläge der AMB seien ausschließlich gegen illegitime israelische Siedler im Westjordanland verübt worden, nie jenseits der Grünen Linie. Beim selben Interview von 2004 allerdings übernahm er auch die Verantwortung für einen medial stark rezipierten Anschlag auf ein Likud-Quartier in Bet Scheʾan mit sechs Todesopfern um 2002, der als Racheakt für die Tötung el-Sabagrs unternommen worden sei. Auch für einen weiteren Anschlag in Tel Aviv um 2004 machte Israel ihn verantwortlich. Der Journalist Graham Usher schrieb ihm die Verantwortung für die Anschläge „dutzender“ AMB-Mitglieder innerhalb Israels zu, die sich auch gegen „Zivilisten, Mütter und Brüder“ richteten. Israel nahm ihn auf die Liste der meistgesuchten Personen auf und versuchte zwischen 2004 und 2006 mit mindestens vier Militäroperationen und gezielten Tötungsversuchen, ihn auszuschalten. Er überlebte alle Versuche, was auf palästinensischer Seite weiter zur Legendenbildung um Zubeidi beitrug, während er in Israel den Spitznamen „die schwarze Ratte“ erhielt. Auch eine der besagten Militäroperationen ist hiernach benannt: „Jagd auf die schwarze Ratte“. Eine andere der Militäroperationen – „Tränen des Drachen“ – erinnert an seinen Spitznamen bei Palästinensern: „Der Drache“.
Israelische Medien beschrieben ihn zu dieser Zeit als den „De-facto-Herrscher“ und „König von Dschenin“. Auch Zubeidi selbst stellte sich so dar:

„Hier in Dschenin […] existiert die Palästinensische Autonomiebehörde als Regierung nicht. […] Ich habe das Sagen […]. Die Polizei? Sie behindert nur den Verkehr. Wenn es ein Problem gibt, kommen die Leute zu mir. Wenn ich einen Dieb erwische, lasse ich ihn zurückgeben, was er gestohlen hat – und manchmal bringen wir ihn dazu, sich den Brigaden anzuschließen, damit er uns helfen kann, andere Diebe zu fangen. Vor einiger Zeit hat jemand auf mich geschossen, also habe ich ihm die Hände gebrochen.“

Laut Zubeidi gelangte er in diese Position, weil die israelische Armee die palästinensischen Behörden zerschlagen habe; er selbst sei danach nur in die Bresche gesprungen.

## Amnestie und Freedom Theatre
Um 2004 näherten sich Fatah und die AMB, die sich bereits zuvor als Teil von Fatah gesehen hatten, noch weiter aneinander an. Zubeidi ordnete sich daher widerwillig der Linie des neugewählten Mahmud Abbas unter; auch, als Abbas gegen palästinensische Selbstjustiz vorging, eine Niederlegung der Waffen versprach und dafür unter anderem eine Amnestie für mehrere Al-Aqsa-Brigadiere inklusive Zubeidi aushandelte. Das Ende der zweiten Intifada hatte Zubeidi erneut desillusioniert:

„Wir haben in der Intifada auf ganzer Linie versagt. Wir haben keinen Nutzen oder positiven Effekt daraus gezogen. Wir haben nichts erreicht. Es ist ein vernichtendes Scheitern. Wir sind auf politischer Ebene gescheitert – es ist uns nicht gelungen, die militärischen Aktionen in politische Errungenschaften umzuwandeln. Die derzeitige Führung will keine bewaffneten Aktionen, und seit dem Tod von [Jassir Arafat] gibt es niemanden mehr, der in der Lage ist, unsere Taten in politische Errungenschaften umzumünzen. Als [Arafat] starb, starb die bewaffnete Intifada mit ihm. […] Denn unsere [aktuellen] Politiker sind Huren. Unsere Führung ist Müll.“

Besonders frustrierten ihn die innerpalästinensischen Grabenkämpfe zwischen Fatah und Hamas; in mehreren Interviews äußerte er, letztlich seien es speziell diese Grabenkämpfe gewesen, deretwegen er entschieden habe, die Waffen niederzulegen.
Szene: Zubeidi und Kinder bei Filmvorführung im Freedom Theatre

Link zum Bild

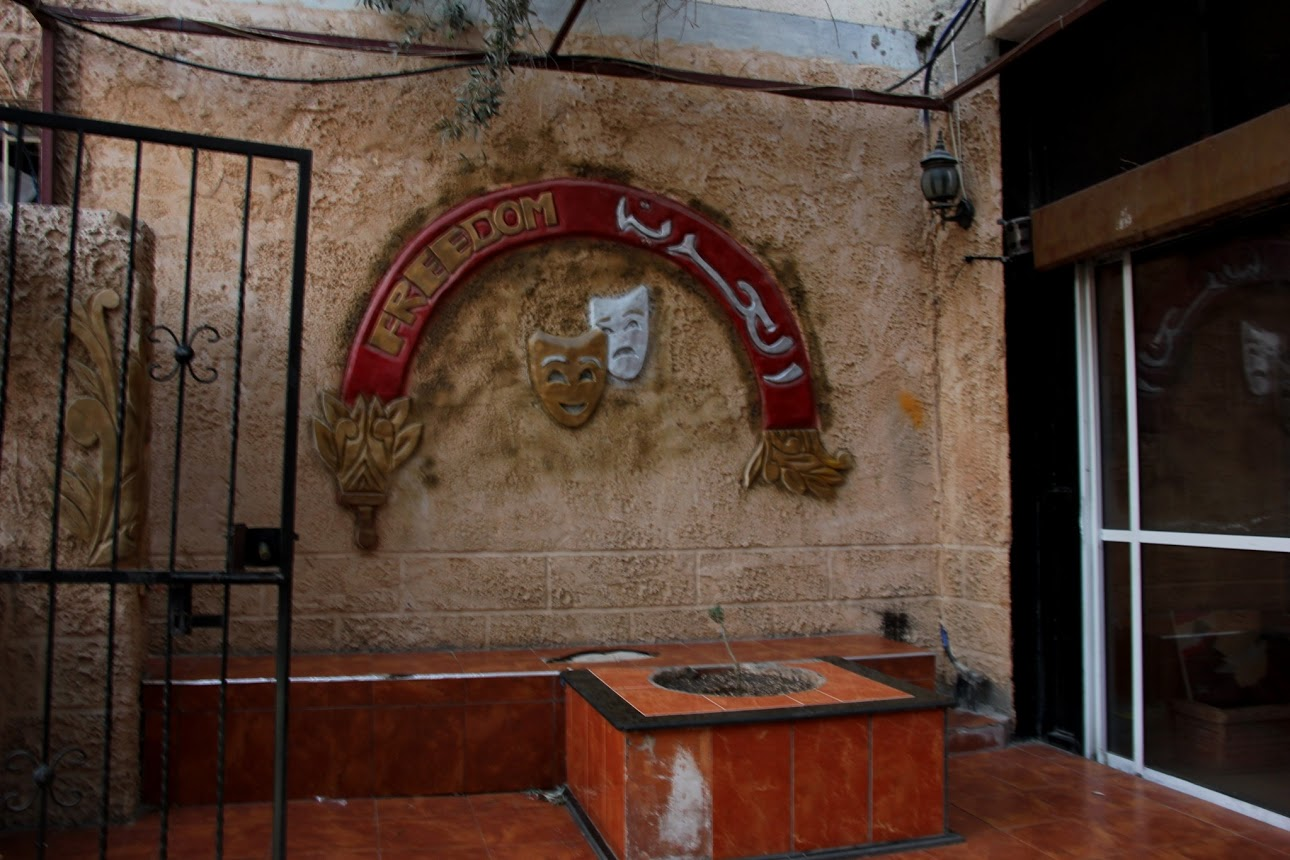
Wandgemälde im Innenhof des Freedom Theatres

Als ihn daher 2006 Juliano Mer-Khamis fragte, ob er Interesse an einem neuen Theaterprojekt habe, sagte Zubeidi zu und wurde gemeinsam mit Mer-Khamis, dem schwedisch-israelischen Aktivisten Jonatan Stanczak und dem schwedisch-israelischen Musiker Dror Feiler zum Begründer des Freedom Theatre. Zubeidi verstand sich dabei zuvorderst als Ideengeber und Denker des Projekts, außerdem als Schutzschild gegen Kritik konservativer oder religiöser Stimmen Dschenins, die das Theater als „nutzlos“ und „unsittlich“ diffamierten.
Wie das Stone Theatre war auch das Freedom Theatre nicht dazu konzipiert, Kindern und Jugendlichen in Dschenin einen Ausweg aus der Gewalt anzubieten. Zwar bot es ihnen die Möglichkeit zu einer professionellen Schauspielerausbildung und eine lange Reihe an Workshops von kreativem Schreiben über Regie und Psychodrama bis zum Playback-Theater, an denen ein großer Teil der Dscheniner Jugend teilnahm. Die Leitsätze des Theaters aber waren „Generating Cultural Resistance“ und „Creation under Occupation“; das Programm stellte sich „vehement gegen die Besatzungspolitik Israels und die Unterdrückungsmechanismen in der palästinensischen Gesellschaft“. Die Mitarbeitenden bezeichneten sich als „Freiheitskämpfer“ und verstanden sich als Wegbereiter einer dritten Intifada, die dieses Mal als „kulturelle Intifada“ stattfinden sollte. Auch Zubeidi selbst sagte 2025 rückblickend aus, der kulturelle Widerstand im Theater und sein früherer bewaffneter Widerstand seien beide als Kampfhandlungen im selben Kampf zu verstehen.
Parallel arbeitete Zubeidi hauptberuflich ab 2008 im palästinensischen Ministerium für Gefangenenangelegenheiten und wurde 2009 in den Revolutionsrat der Fatah gewählt, der für die inhaltliche Ausrichtung der Partei zuständig ist. Ferner nahm er ein Bachelor-Studium der Sozialen Arbeit an der Al-Quds Open University auf, das er 2013 abschloss.

## Haft und Häftlingsbewegung

### 2012: Palästinensische Administrativhaft
Weil das Freedom Theatre nicht nur Stellung gegen die israelische Besatzung bezog, sondern auch zu Themen wie Frauenrechten, religiösem Fundamentalismus und lokaler Korruption, wurde es von vielen Seiten angefeindet. Wiederholt wurde das Theater angegriffen, immer wieder wurden Fenster eingeschlagen. 2011 wurde Mer-Khamis ermordet; die Hintergründe sind bis heute ungeklärt. Kurz darauf folgten mehrere Razzien durch sowohl palästinensische als auch israelische Behörden, außerdem eine Arrestwelle: Einige Mitarbeiter und Schauspieler wurden verprügelt, andere ohne Angabe von Gründen in Administrativhaft genommen.
Auch Zubeidi, der nach Mer-Khamis Tod die Leitung des Freedom Theatre übernommen hatte, wurde verhaftet: In den Medien wurde berichtet, dass Israel am 29. Dezember 2011 seine Amnestie wieder aufgehoben hätte, woraufhin er auf israelische Anweisung von palästinensischen Behörden in Haft genommen wurde. Die Angelegenheit wurde dadurch verkompliziert, dass Israel zunächst keine Auskunft darüber gab, ob die Aufhebung der Amnestie tatsächlich erfolgt war. Elf Tage später wurde er darüber informiert, dass seine Amnestie wieder in Kraft gesetzt worden sei, allerdings mit der Auflage, dass er Dschenin nicht verlassen dürfe.
Vier Monate später wurde der Dscheniner Gouverneur Kadura Musa von Unbekannten erschossen. Daraufhin wurde Zubeidi am 5. Mai erneut in Haft genommen. Er saß vier Monate ohne Anklage in Haft und gab an, mehrfach gefoltert worden zu sein. Über den Grund seiner Inhaftierung kursierten unterschiedliche Versionen. Kurz nach Ende seiner Haft rekonstruierte der Journalist Gideon Levi die Geschehnisse wie folgt: Die mutmaßlichen Mörder Musas hatten die Mordwaffe anderen Bewohnern des Flüchtlingslager übergeben; daraufhin sei sie mehrfach weitergereicht worden, bis sie schließlich in Zubeidis Besitz gelangt sei. Dass Zubeidi selbst nichts mit dem Mord zu tun hatte, hätten die mutmaßlichen Täter auch bestätigt; auch die Ermittler hätten dieser Auskunft Glauben geschenkt. Dennoch seien über Monate hinweg wiederholt unterschiedliche Anschuldigungen gegen Zubeidi vorgebracht worden: Er wüsste um den Ort des Verstecks von Waffen aus der Zeit der Intifada, er sei involviert im Tod von Mer-Khamis gewesen, oder im Tod seines Freundes Ala el-Sabagr, oder in der Tötung von Imad Mughniyya. Nie jedoch sei auch Anklage gegen Zubeidi erhoben oder ein Prozess eröffnet worden, weshalb er insgesamt 28-mal in Hungerstreik getreten sei. Mehrfach wurde vermutet, die Palästinensische Autonomiebehörde habe mit seiner Inhaftierung ihre Autorität stabilisieren wollen, indem sie den charismatischen Zubeidi aus dem Weg räumte.
Im September schließlich trat Zubeidi in einen endgültigen Hungerstreik und verfasste einen Abschiedsbrief „an die Freiheitskämpfer seines Volkes und in aller Welt“:

„Ich war ein Kämpfer und habe für mein Volk und mein Heimatland gekämpft. […] Ich habe mich niemals ergeben und mein Gewehr gegen die ungerechte israelische Besatzung, die auf dem palästinensischen Volk lastet, nie niedergelegt. Nach den politischen Veränderungen in der Region – habe ich schließlich [doch] meine Waffen niedergelegt, doch meinen Kampf für meine persönliche Würde und die Freiheit meines Volkes habe ich fortgesetzt. Fünf Jahre sind es nun, in denen ich einen kulturellen Kampf um die Freiheit meines Volkes geführt habe […]. Nun wird mir weiteres Unrecht zuteil – diesmal von meinem eigenen Volk, […] in Form von Verhaftung ohne Anklage, Beweise oder Zeugen.
Diese Ungerechtigkeit beraubt nicht nur mich meiner Freiheit, sondern beschädigt auch die Freiheit aller [Menschen]. Nun kämpfe ich im Jericho-Gefängnis eine neue Schlacht – mit der einzigen Waffe, die mir geblieben ist: meinem eigenen Leben. […] Ich bin geistig darauf vorbereitet zu sterben – so wie viele, die mit mir gekämpft und ihr Leben für die Freiheit gegeben haben.“

Daraufhin wurde er im Oktober aus der Haft entlassen; endgültig fallengelassen wurden die Vorwürfe gegen ihn jedoch erst zwei Jahre später.
Zubeidi kam nach diesen Ereignissen zur Überzeugung, dass die Palästinensische Autonomiebehörde aufgelöst werden müsse, erklärte aber gleichzeitig, sich selbst nie gegen Abu Mazen oder die Institution stellen zu wollen, und fuhr fort, für sie und die Fatah-Partei zu arbeiten.

### 2013 bis 2017: Palästinensische Schutzhaft
Anfang 2013 hob Israel erneut Zubeidis Amnestie auf, auch dieses Mal ohne Angabe von Gründen. Gemäß einer Übereinkunft zwischen Israel und den palästinensischen Behörden wurde er daher von diesen Behörden für die nächsten vier Jahre in Baituniya in gelockerte Schutzhaft genommen, in deren Rahmen er einen Computer mit Internetzugang erhielt, Besucher empfangen und arbeiten konnte. Auch während dieser Haft begleitete er weiterhin das Freedom Theatre aus der Ferne. Zudem war er Beauftragter für Gefangenenangelegenheiten sowohl im Fatah-Revolutionsrat als auch in der Kommission für Gefangenenangelegenheiten und übernahm dort unter anderem eine Direktorenrolle. Laut einer Pressemitteilung des Freedom Theatres soll er in dieser Funktion zum Beispiel eine Konferenz zur Problematik minderjähriger Häftlinge in israelischen Gefängnissen organisiert haben und stark im Hungerstreik von 2017 involviert gewesen sein, mit dem palästinensische Häftlinge unter anderem einen zweiten Familienbesuch pro Monat erkämpften, während ihre Forderung nach einem Ende der Administrativhaft und Einzelhaft erfolglos blieb.

### 2017 bis 2025: Master-Abschluss, Israelische Strafhaft, Gefängnisausbruch und Entlassung
2017 wurde Zubeidis Amnestie wieder in vollem Umfang in Kraft gesetzt, woraufhin er seine Zelle verlassen und sich wieder frei im Westjordanland bewegen konnte. Nachdem er sich in seiner Schutzhaft mit Soziologie und Politikwissenschaft befasst hatte, schrieb er sich kurz nach seiner Entlassung im Masterstudium für Contemporary Arab Studies an der Universität Bir Zait ein. Während er sich beruflich auf seine Tätigkeiten im Fatah-Revolutionsrat und seine leitende Funktion in der Palästinensischen Häftlingsgesellschaft konzentrierte, arbeitete er an seiner Masterarbeit „Der Jäger und der Drache“. Die titelgebende Grundthese war eine Neuinterpretation der Legende von Sankt Georg und dem Drachen: Während man für gewöhnlich den Jäger Georg mit dem Guten und den Drachen mit dem Bösen assoziiere, töte der Drache nur in seinem eigenen Jagdgebiet, um sich zu ernähren, wohingegen der Jäger in fremdes Jagdgebiet eindringe, um um des Tötens willen zu töten, und so zum eigentlichen „Drachen“ werde. Vor dieser Interpretationsfolie deutete Zubeidi die palästinensische Verfolgungssituation aus, ergänzt um Einzelinterviews mit Palästinensern, Vergleichen mit verwandten Befreiungskämpfen anderer Völker und einem autobiographischen Kapitel.
Die Masterarbeit konnte Zubeidi zunächst nicht fertigstellen: Anfang 2019 wurde er erneut inhaftiert, diesmal von Israel. Ihm wurde vorgeworfen, gemeinsam mit dem israelischen Palästinenser und Anwalt Tarek Barghout auf zwei Busse geschossen zu haben. Bei diesen Anschlägen war niemand ernsthaft zu Schaden gekommen; da zu den Bedingungen von Zubeidis Amnestie aber gehörte, dass er von jeglicher gewaltsamer und illegaler Aktivität Abstand nehmen müsse, wurde erneut seine Amnestie aufgehoben und wurden ihm weitere Verbrechen aus der Zeit der Zweiten Intifada zur Last gelegt. Laut Angaben des Schin Bet habe Zubeidi die beiden Angriffe auf die Busse gestanden; Zubeidi selbst stritt sie ab. Er wurde für diese Anklagen nie verurteilt, blieb jedoch bis 2021 in israelischer Haft. Während dieser Zeit verfasste er das Gros seiner Masterarbeit und kommunizierte über seinen Anwalt mit seinen Betreuern; über seinen Abschluss mit höchster Auszeichnung wurde in Zubeidis Abwesenheit entschieden.
2021 gelang ihm gemeinsam mit fünf weiteren Häftlingen ein Ausbruch aus dem Gilboa-Gefängnis, indem sie mit Hammer und Meißel einen 30 Meter langen Tunnel von ihrer Zelle bis jenseits der Gefängnismauern gruben. Der Ausbruch aus dem Hochsicherheitsgefängnis sorgte in der israelischen Gesellschaft für erhebliches Aufsehen. Vier Tage später wurden sie nach einer intensiven Jagd wieder gefangen genommen. Das Palestinian Centre for Human Rights berichtete, die Flüchtigen hätten Folterspuren aufgewiesen; Zubeidi wurde ins Rambam-Krankenhaus in Haifa eingeliefert. Später wurden die sechs Häftlinge für ihren Fluchtversuch zu fünf (weiteren) Jahren Haft verurteilt. Ab diesem Zeitpunkt wurde Zubeidi alle drei Monate in eine andere Haftanstalt verlegt.
Im Januar 2025 war Zubeidi der prominenteste der palästinensischen Häftlinge, die im Zuge des Waffenstillstandsabkommen zwischen Israel und der Hamas aus israelischen Gefängnissen entlassen wurden. Kurz vor seiner Entlassung war das Flüchtlingslager Dschenin vom israelischen Militär weitgehend zerstört worden, in den vergangenen sechs Wochen hatten 38 Dscheniner ihr Leben verloren. Auch drei seiner Brüder waren während seiner Haftzeit vom israelischen Militär getötet worden, im September 2024 war Zubeidis Sohn Mohammad nach einem Drohnenangriff gestorben, da es sich bei ihm laut dem israelischen Militär um einen „bedeutenden Terroristen“ gehandelt habe. Die Zukunft des Freedom Theatres war schon zuvor ungewiss gewesen, nachdem Ende 2023 Israel eine weitere Razzia durchgeführt und die beiden Leiter in Haft genommen hatte und das Theater selbst Anfang 2024 vandalisiert worden war. Zubeidi selbst berichtete, dreieinhalb Jahre in Handschellen in Einzelhaft gehalten und wiederholt gefoltert worden zu sein.
Nach seiner Entlassung begann Zubeidi ein Promotionsstudium im Fach Israelstudien an der Universität Bir Zait.
Der Journalist Alex MacDonald urteilte 2025, gemeinsam mit Marwan Barghouti gehöre Zubeidi zu den wenigen Fatah-Politikern, die in Palästina weiterhin als Respektspersonen gelten und einen breiten Unterstützerkreis haben.